# Dave Kitson
David Barry Kitson (ur. 21 stycznia 1980 w Hitchin) – angielski piłkarz występujący na pozycji napastnika. Kitson był piłkarzem/zastępcą menadżera w Arlesey Town grającym w Southern League, gdzie przyszedł w grudniu 2014 roku z Oxford United. Jednak opuścił klub w lutym 2015 roku, w tym samym czasie co menadżer Nick Ironton.
Kitson rozpoczął karierę w non-league (amatorskich drużynach) Hitchin Town i Arlesey Town, podczas gdy jednocześnie pracował jako wykładacz towarów na pólkach w markecie w Salisbury. Gdy w 2001 roku wstąpił do Cambridge United grającego wtedy w Second Division i podpisał profesjonalny kontrakt w 8 spotkaniach strzelił jednego gola. W sezonie 2001/02 w 41 meczach zdobył 10 bramek, a w 2002/03 w 55 spotkaniach trafił do bramki rywala aż 25 razy przez co stał się najjaśniejszą perspektywą trzeciej dywizji.
Jego osiągnięcia doprowadziły do zainteresowania nim władz Reading F.C., które zapłaciły za Kitsona 150 000 £ i 26 grudnia 2003 roku dołączył do zespołu by wywalczyć awans do Championship. Po licznych sukcesach drużyna w sezonie 2006/07 awans do Premier League. Wtedy to dokonał się rekordowy transfer w historii klubu Reading, gdzie sprzedano Kitsona do Stoke City za kwotę 5,5 miliona funtów.
Wtedy to kariera tego zawodnika przystopowała. W 18 spotkaniach nie zdobył ani jednego trafienia, ciężko było mu się odnaleźć w nowej drużynie oraz konflikt z trenerem Tonym Pullisem odsunął go od pierwszego składu, gdzie Kitson był zmuszony opuścić klub. W sezonie 2008/09 został on z powrotem wypożyczony do Reading, a potem w 2009-2010 do Middlesbrough, gdzie praktycznie nie spisywał się dobrze.
10 września 2010 roku pozwolono mu odejść do Portsmouth, gdzie spędził dwa sezony strzelając 12 bramek w 72 meczach. W sezonie 2012/13 w ramach krótkoterminowej umowy trafił do Sheffield United by później podpisać dwuletni kontrakt z Oxford United, który opuścił w czerwcu 2014 roku.

## Klubowa kariera

### Cambridge United
Kitson dołączył do Cambridge United w marcu 2001 roku po rekomendacjach agenta Barry’ego Silkmana u menadżera Johna Becka. Debiutował 17 marca 2001 roku w wygranym 3-2 meczu przeciwko Stoke City. Pod koniec tego samego roku zawodnik strzelił swoją pierwszą bramkę w zremisowanym 1-1 meczu ze Swansea City. W następnym sezonie klub zaliczył spadek z Second Division do Third Division a Kitson trafiał dziesięciokrotnie do bramki rywala. W sezonie 2002/03 Kitson zdobył aż 25 goli stając się drugim po Tomie Youngsie strzelcem bramek w jednym sezonie w historii klubu (Youngs zaliczył 27 trafień). W sezonie 2003/04 w 19 meczach zdobył 11 bramek i został sprzedany 26 grudnia 2003 roku do Reading za kwotę 150 000 funtów. Z dorobkiem 47 bramek Kitson zapisał się na kartach historii Cambridge United.

### Reading
W pierwszym sezonie Kitson strzelił w 17 spotkaniach 5 goli a drużyna awansowała z First Division do Championship. W sezonie 2003/04 strzelił 19 bramek, a w następnym 22 po czym drużyna uzyskała promocję do prestiżowych rozgrywek na najwyższym poziomie – Premier League. W meczu otwarcia Premier League 2006/07 strzelił pierwszego gola w wygranym 3-2 meczu przeciwko Middlesbrough. W tym meczu także odniósł ciężki uraz i w rezultacie strzelił 4 bramki w 18 meczach w tym dwie w pucharowych. Kontuzja wykluczyła go aż do meczu FA Cup z Birmingham City, który odbył się 27 stycznia 2007 roku gdzie Reading zwyciężyło a Kitson strzelił bramkę. 27 marca 2007 roku przedłużył wygasający kontrakt, który obowiązywał do czerwca 2010 roku.
Na początku sezonu 2007/08 Kitson został wpuszczony na 37 sekund w meczu przeciwko Manchesterowi United, gdzie doszło do brutalnego starcia z Patrice Evrą i w efekcie w 73 minucie dostał czerwoną kartkę po czym musiał zejść z boiska. W 2008 roku zasłynął z kontrowersyjnych wypowiedzi na temat FA Cup „Nie zamierzamy wygrać FA Cup i nie obchodzi mnie to, szczerze mówiąc”

### Stoke City
18 lipca 2008 roku Kitson został sprzedany do Stoke City za 5,5 miliona funtów, co utworzyło rekord transferu jaką wydały na piłkarza władze Stoke. Niestety transfer okazał się swego rodzaju „niewypałem” ponieważ Kitson w 18 meczach nie zdobył ani jednej bramki. Pojawiły się pogłoski i spekulacje w mediach, że zawodnik ma odejść z Britannia Stadium, lecz zarówno trener Tony Pullis, jak i prezes Peter Coates zaprzeczyli temu. Kolejny sezon był bardziej udany bo w 22 meczach trafił 5 razy, lecz popadł w konflikt z menadżerem Pullisem i w rezultacie został odsunięty z pierwszego składu gdzie już nie powrócił. W efekcie 10 marca 2009 roku został wypożyczony ponownie do Reading gdzie zagrał do końca sezonu. Wracając z wypożyczenia 1 lipca 2009 roku nie zagrał w Stoke i 17 listopada 2009 został wypożyczony do Middlesborough do 1 stycznia 2010 roku gdzie w 6 meczach zdobył 3 trafienia.
Kitson ujawnił potem, że podjął złą decyzję przejściem do Stoke, mówiąc, że on i jego rodzina była szczęśliwa w Reading, ale bierze winę na siebie ponieważ myślał, że gra tutaj będzie nowym wyzwaniem w jego karierze. Władze klubu nie były dłużne publikując swoje zdanie na ten temat.

### Portsmouth
Kitson został zawodnikiem Portsmouth obok Liama Lawrence przy umowie między władzami klubów gdzie Marc Wilson miał zostać piłkarzem Stoke. Kitson zadebiutował w barwach Portsmouth 11 września 2010 roku w zremisowanym 0-0 meczu z Ipswich Town na Fratton Park. Swoją pierwszą bramkę dla tej drużyny strzelił 14 września 2010 roku w przegranym wysoko meczu z Crystal Palace 4-1. Kolejne dwa trafienia zaliczył w wygranym na Fratton Park meczu z Leicester City 6-124 września 2010. W pierwszym sezonie w 37 meczach trafił 8 razy.
W drugim sezonie Kitson, jak i Ricardo Rocha byli systematycznie pomijani w wyjściowej jedenastce potem w kadrze do czasu odejścia ówczesnego menadżera Steve’a Cotterilla, który objął to stanowisko w Nottingham Forest. Po jego odejściu Kitson głośno twierdził, że drużyna teraz zjednoczyła się, lecz po wypowiedziach medialnych został usunięty z ławki przez następcę Cotterilla -Michaela Appletona. Wywołało to falę krytyki i niezadowolenia ze strony mediów oraz kibiców więc powrócił do gry, gdzie od października 2011 roku strzelił pierwszą bramkę w 90 minucie przeciw Doncaster Rovers na 3-3. Minutę później gola na 4-3 strzelił Marko Futacs i w rezultacie Doncaster został zdegradowany. Kitson zgodził się opuścić klub w sierpniu 2012.

### Sheffield United
W dniu 31 sierpnia 2012 roku Kitson dołączył do Sheffield United na umowę krótkoterminową, realizowaną do końca grudnia.Debiutował 15 września 2012 gdzie wyszedł na boisko w drugiej połowie w zremisowanym 1-1 meczu z Bury. Pierwsze trafienie zaliczył 29 września 2012 także w zremisowanym 1-1 meczu z Notts County na Bramall Lane. 16 listopada 2012 roku Kitson przedłużył umowę do końca sezonu. Grał regularnie gdzie w 37 meczach zaliczył 12 trafień. Jednak z powodu braku awansu został zwolniony wraz z wygaśnięciem jego kontraktu w czerwcu 2013 roku.

### Oxford United
27 czerwca 2013 Kitson zasila klub z Oxford po podpisaniu dwuletniego kontraktu. W 36 spotkaniach zalicza 4 bramki w jednym sezonie. 22 lipca 2014 roku ogłasza zakończenie kariery zawodowej gry w piłkę nożną.

## Życie prywatne
W dniu 9 stycznia 2008 roku Kitson został zatrzymany podczas późnej jazdy samochodem w pobliżu swojego domu w Shinfield, Berkshire i został oskarżony o niedostarczenie próbki oddechu. Pojawił się na sprawie Sędziów Trybunału 18 stycznia 2008, gdzie otrzymał 18-miesięczny zakaz prowadzenia pojazdów, grzywnę 1000 funtów oraz zapłacenie kosztów w wysokości 60 funtów.
Prawdopodobnie jest on „Anonimowym piłkarzem”, czyli autorem książki pt. „Futbol obnażony. Szpieg w szatni Premier League”, która obnażyła sekrety i zakamarki futbolowego świata, do którego nie mają dostępu ludzie zewnątrz.